# Emilia Fox
Pour les articles homonymes, voir Fox.
Emilia Fox est une actrice britannique, née le 31 juillet 1974 à Hammersmith (Londres).

## Biographie
Issue d'un milieu d'acteurs, elle est la fille d’Edward Fox et Joanna David, sœur de Freddie Fox, la nièce de James Fox et la cousine de Laurence Fox et de Jack Fox. Elle s'est mariée avec l’acteur Jared Harris, dont elle divorça en 2010, et elle habite à Londres. Elle a fait ses études à l'école de Bryanston et à l'Université d'Oxford. Elle parle l'allemand et le français.
Sue Birtwistle, la productrice de la série télévisée Orgueil et Préjugés auditionna en vain plusieurs dizaines de jeunes actrices ou filles d'acteurs, pour jouer Georgiana Darcy, car il fallait quelqu'un à « l'air très jeune, innocent, absolument pas contaminé par le monde » ayant de la classe et sachant jouer du piano, avant de penser à Emilia Fox, 19 ans. Le plus dur fut de convaincre son père. Elle retrouva sur le tournage sa mère, Joanna David, qui jouait Mrs Gardiner.

## Filmographie

### Cinéma

#### Longs métrages
- 2002 : Le Pianiste (The Pianist) de Roman Polanski : Dorota
- 2002 : L'Âme en jeu (Prendimi l'anima) de Roberto Faenza : Sabina Spielrein
- 2003 : The Republic of Love de Deepa Mehta : Fay McLeod
- 2003 : Une souris verte (3 Blind Mice) de Mathias Ledoux : Claire Bligh
- 2004-2006 : Cashback de Sean Ellis : Sharon Pintey
- 2005 : Le Tigre et la Neige (La tigre e la neve) de Roberto Benigni : Nancy Browning
- 2005 : Secrets de famille (Keeping Mum) de Niall Johnson : Rosie Jones
- 2005 : Things to Do Before You're 30 de Simon Shore: Kate
- 2006 : Libérez Jimmy (Slipp Jimmy fri) de Christopher Nielsen : Bettina (voix)
- 2008 : Flashbacks of a Fool de Baillie Walsh : Sœur Jean
- 2009 : Le Portrait de Dorian Gray (Dorian Gray) d'Oliver Parker : Lady Victoria Wotton
- 2010 : Ways to Live Forever de Gustavo Ron : Amanda MacQueen
- 2011 : A Thousand Kisses Deep de Dana Lustig : Doris
- 2012 : Suspension of Disbelief de Mike Figgis : Claire Jones
- 2013 : Trap for Cinderella d'Iain Softley : Dr Sylvie Wells
- 2016 : Quelques mots d'amour (Mum's List) de Niall Johnson : Kate
- 2016 : The Carer de János Edelényi : Sophia
- 2020 : L'esprit s'amuse (Blithe Spirit) d'Edward Hall : Violet Bradman

#### Courts métrages
- 1999 : The Rat Trap de Bridget Holding : Pippa
- 2000 : The Magic of Vincent de Charlie Palmer : Gina
- 2002 : Hideous Man de John Malkovich : Une femme
- 2004 : Cashback de Sean Ellis : Sharon Pintey
- 2007 : Honeymoon de Miranda Bowen : Dawn
- 2010 : The Man Who Married Himself de Garrick Lee Hamm : Sarah
- 2012 : Electric Cinema : How to Behave de Marcel Grant : Une femme
- 2012 : The English : La mère
- 2014 : Not Ever de Ben Mourra : Emily
- 2014 : Retrospective de Garrick Lee Hamm : Sophie
- 2018 : The Ghost de Garrick Lee Hamm : Sandra White

### Télévision

#### Séries télévisées
- 1995 : Orgueil et préjugés (Pride and Prejudice) : Georgiana Darcy
- 1997 : Rebecca : la seconde Mme de Winter
- 1998 : The Round Tower : Vanessa Ratcliffe
- 1998 : Verdict : Charlie Moyes
- 1999 : David Copperfield : Clara Copperfield
- 1999 : The Scarlet Pimpernel : Minette Roland
- 1999 : Shooting the Past : Spig
- 2000 : Other People's Children : Dale
- 2000 : The Wrong Side of the Rainbow
- 2000 - 2001 : Mon ami le fantôme (Randall & Hopkirk (deceased)) : Jeannie
- 2002 : Six Sexy : Wilma Lettings
- 2003 : Hélène de Troie : Cassandre, Princesse de Troie
- 2004 - 2021 : Affaires non classées : Dr Nikki Alexander
- 2006 : Miss Marple : Joanna Burton
- 2006 : The Virgin Queen : Amy Dudley
- 2007 : Fallen Angel : Rosemary « Rosie » Byfield / Angel
- 2009 : The Queen : Reine Élisabeth II
- 2009 - 2011 : Merlin : Morgause
- 2010 : Bookaboo
- 2012 : Maîtres et Valets (Upstairs Downstairs) : Lady Portia Alresford
- 2012 : Falcón : Inés Conde de Tejada
- 2013 : The Wrong Mans : Scarlett
- 2014 : The Secrets : Zara
- 2014 : Crackanory : La présentatrice
- 2014 : Grandpa in My Pocket : Olga Orbit l’Astronome
- 2015 : The Casual Vacancy : Julia Sweetlove
- 2016 : Tunnel : Vanessa Hamilton
- 2016 / 2018 : Home from Home : Penny Dillon
- 2016 - 2019 : Delicious : Samantha Vincent
- 2018 : Inside No. 9 : Natasha
- 2018 : Strangers : Sally Porter
- 2019 : The Trial of Christine Keeler : Valerie Hobson

#### Téléfilms
- 1997 : Bright Hair de Christopher Menaul : Ann Devenish
- 1997 : The Temptation of Franz Schubert de Peter Webber : Karoline von Esterhazy
- 1999 : Bad Blood de Tim Fywell : Jackie Shipton
- 2003 : Henry VIII de Pete Travis : Jeanne Seymour
- 2003 : Wilde Stories : The Nightingale and the Rose de Maurice Joyce : Le rossignol (voix)
- 2004 : Gunpowder, Treason & Plot de Gillies MacKinnon : Lady Margaret
- 2006 : Born Equal de Dominic Savage : Laura
- 2007 : L'École de tous les talents (Ballet Shoes) de Sandra Goldbacher : Sylvia Brown
- 2008 : Consuming Passion de Dan Zeff : Kirstie
- 2013 : The Wipers Times d'Andy De Emmony : Kate Roberts

## Livres audio

### Œuvres d'Agatha Christie
- (en) Death Comes as the End (La mort n'est pas une fin)
- (en) Destination Unknown (Destination inconnue)
- (en) They Came to Baghdad (Rendez-vous à Bagdad)
- (en) The Man in the Brown Suit (L'Homme au complet marron)
- (en) Why Didn't They Ask Evans? (Pourquoi pas Evans ?)